# Chaetospermum carneum
Chaetospermum carneum är en svampart som beskrevs av Tassi 1900. Chaetospermum carneum ingår i släktet Chaetospermum, divisionen sporsäcksvampar och riket svampar.   Inga underarter finns listade i Catalogue of Life.